# Moysés Dos Santos
Moysés Dos Santos (5 april 1942 – Brussel, 6 maart 2015) was een Braziliaans voetballer. 
In 1964 tekende Dos Santos een contract bij het Belgische RSC Anderlecht. Hiermee was hij de eerste Braziliaan ooit bij de Brusselse club. Na twee seizoenen had hij echter geen enkele competitiewedstrijd voor de club gespeeld, waarna hij in 1967 na een tussenstop bij Crossing Schaarbeek uiteindelijk bij AA Gent terechtkwam. Gent speelde toen in de tweede klasse maar promoveerde dat seizoen opnieuw naar de hoogste divisie. Hier behaalde Dos Santos na vier seizoenen een totaal van meer dan 100 competitiewedstrijden, waarin hij meer dan 30 keer het doel vond. In 1971 trok hij naar Olympic Charleroi, wat het jaar nadien ROC Montignies zou gaan heten. Hij beëindigde hier zijn voetbalcarrière in 1975.
Dos Santos bleef na zijn voetbalcarrière in België wonen. Hij overleed op 6 maart 2015 op 73-jarige leeftijd te Brussel.